# Lorenzo di Canterbury
Lorenzo di Canterbury (VI secolo – Canterbury, 2 febbraio 619) è stato il secondo arcivescovo di Canterbury; è venerato come santo dalla Chiesa cattolica.

## Biografia
Giunse nell'isola di Thanet nel 597 come membro della missione guidata da Agostino di Canterbury e inviata da papa Gregorio I, su richiesta del sovrano pagano del Kent, Etelberto, che aveva sposato la principessa cristiana Berta, figlia del re dei Franchi merovingio, Cariberto I.
Fece quindi ritorno a Roma per riferire al Papa sui successi ottenuti nell'evangelizzazione di questo regno. Successe ad Agostino nel 604 e alla sua morte fu sostituito da Mellito, vescovo di Londra.
Il figlio e successore di Etelberto (che si era fatto battezzare), Eadbald, ritornò alle vecchie credenze pagane e per questo molti missionari fuggirono in Gallia. Lorenzo, allora, si impegnò nel riconvertirlo al Cristianesimo: secondo la leggenda,  Lorenzo stava per desistere, quando, nel corso di una visione, gli sarebbe comparso san Pietro, che lo punì frustandolo: i segni della punizione rimasero e servirono a convertire Eadbald.
Fu sepolto nell'abbazia-chiesa di san Pietro, poi dedicata a sant'Agostino.
Festa liturgica il 2 febbraio.

## Genealogia episcopale
La genealogia episcopale è:
- Arcivescovo Virgilio di Arles
- Arcivescovo Agostino di Canterbury
- Arcivescovo Lorenzo di Canterbury